# Zavîdovîci, Horodok
Zavîdovîci (în ucraineană Завидовичі) este localitatea de reședință a comunei Zavîdovîci din raionul Horodok, regiunea Liov, Ucraina.

## Demografie
Componența lingvistică a localității Zavîdovîci
     Ucraineană (100%)
Conform recensământului din 2001, toată populația localității Zavîdovîci era vorbitoare de ucraineană (100%).